# Michał Roch Kaczmarczyk
Michał Roch Kaczmarczyk (ur. 26 stycznia 1978 w Gdyni) – polski socjolog specjalizujący się w socjologii prawa i historii myśli społecznej.

## Życiorys
Ukończył studia magisterskie na Wydziale Nauk Społecznych (2000) oraz na Wydziale Prawa i Administracji (2001) Uniwersytetu Gdańskiego. Doktorat w dziedzinie socjologii uzyskał pod kierunkiem profesora Brunona Synaka na Uniwersytecie Mikołaja Kopernika w Toruniu (2004), a habilitację na Uniwersytecie Jagiellońskim w Krakowie (2013). Pracuje jako profesor uczelni w Instytucie Socjologii Uniwersytetu Gdańskiego, w którym kieruje Zakładem Teorii Socjologicznej i Metodologii Nauk Społecznych. W latach 2022–2023 profesor Uniwersytetu Jagiellońskiego. Od 2022 dyrektor Instytutu Socjologii na Wydziale Nauk Społecznych UG.
Interesuje się historią założeń nauk społecznych, arbitrażem międzynarodowym, ruchami protestu oraz nieposłuszeństwem obywatelskim. Był redaktorem „Studiów Socjologicznych” oraz komitetu redakcyjnego serii wydawniczej Współczesne teorie socjologiczne wydawnictwa Nomos. Tłumaczy literaturę naukową z języka niemieckiego i angielskiego.
Jego książka Wstęp do socjologicznej teorii własności otrzymała w 2007 nagrodę im. Ludwika Krzywickiego Polskiej Akademii Nauk. Za tłumaczenie Systemu społecznego Talcotta Parsonsa został w 2010 nagrodzony przez Polskie Towarzystwo Socjologiczne. W latach 2010–2012 był stypendystą Fundacji Kościuszkowskiej, a w latach 2011–2012 prowadził zajęcia na State University of New York at Buffalo. W latach 2015–2016 był stypendystą Swedish Collegium for Advanced Study w Uppsali.
W 2020 został wyróżniony Nagrodą im. Jana Długosza za książkę Aporia wolności. Krytyka teorii społecznej.

## Publikacje
- Wstęp do socjologicznej teorii własności, Oficyna Naukowa, Warszawa 2006, ISBN 83-7459-023-8.
- Nieposłuszeństwo obywatelskie a pojęcie prawa, Oficyna Naukowa, Warszawa 2010, ISBN 978-83-7737-000-1.
- Aporia wolności. Krytyka teorii społecznej, Wydawnictwo Uniwersytetu Mikołaja Kopernika, Toruń 2019 (seria Monografie Fundacji na rzecz Nauki Polskiej), ISBN 978-83-231-4233-1 (The Aporia of Freedom, Brill, New York 2023, ISBN 978-90-04-54006-4).